# Kirchhammelwarden
Kirchhammelwarden ist ein Stadtteil von Brake (Unterweser) im niedersächsischen Landkreis Wesermarsch. 
Der Ort liegt direkt anschließend südlich der Kernstadt Brake an der Kreisstraße K 213 und an der östlich fließenden Weser. Westlich verläuft die B 211.
Wahrzeichen des Ortes sind der Wasserturm Kirchhammelwarden und die Friedrichskirche.

## Geschichte
Auf dem Friedhof der Kirche befindet sich das Grab von Admiral Brommy, ab 1849 Befehlshaber der Reichsflotte. Außerdem finden sich dort zwölf Grabstelen aus dem 17. und 18. Jahrhundert, dazu zwei große „Grabkeller“ von 1706 und 1707. Einer wurde 1706 für den Kaufmann Mencke errichtet, und zwar von einem Meister „H. Bremer“, der andere für den Amtsvogt Röhmer und seine Frau († 1707) „mit freiplastischem Christustorso und Lazarusrelief“.
Von 1870 bis 1988 existierte in Kirchhammelwarden die Werft C. Lühring. Seit 2020 ist auf dem früheren Werftgelände die in Weiden ansässige Hermann GmbH Maschinenbautechnologie mit einem Standort für Stahlwasserbau und Stahlbau aktiv.

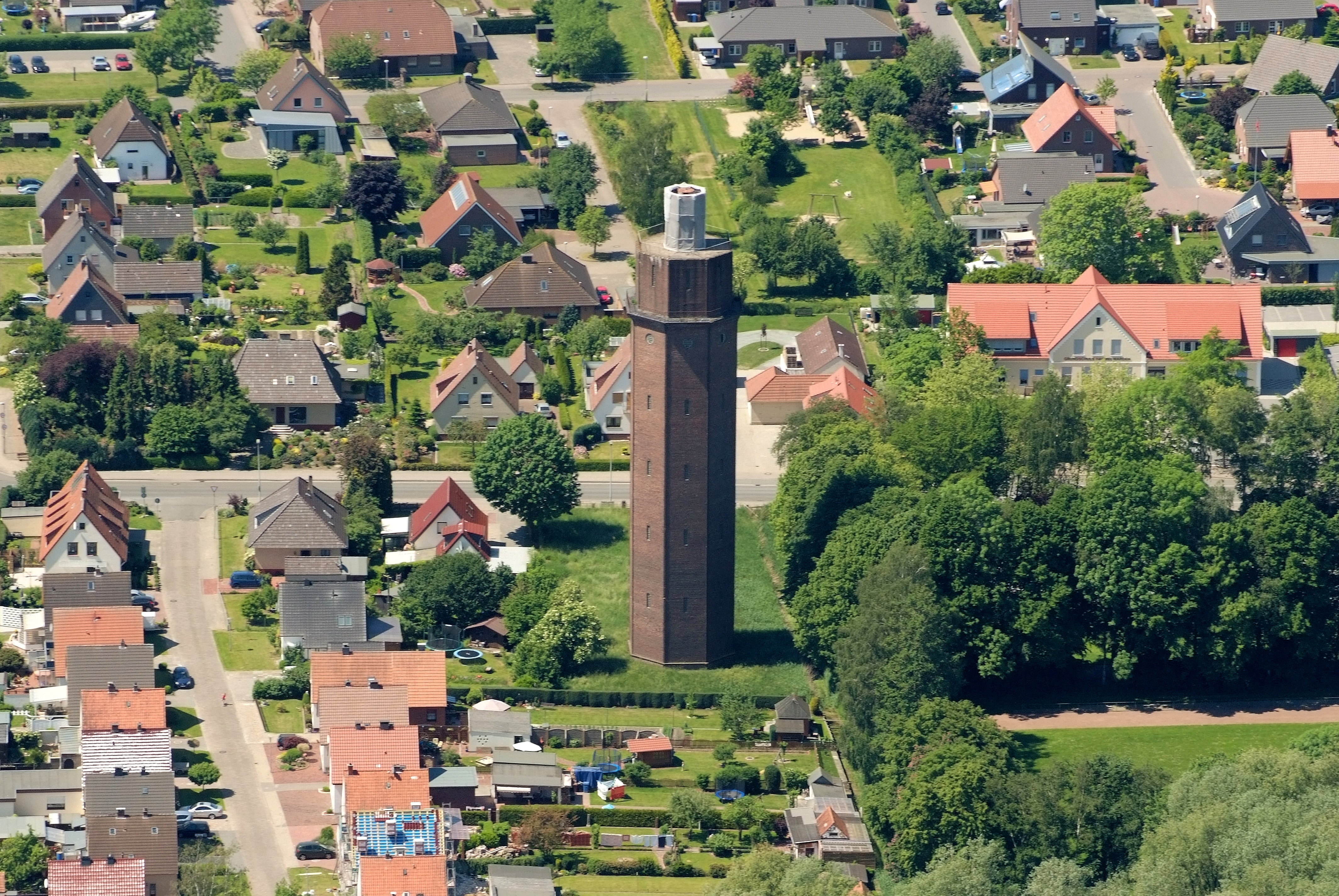
Wasserturm Kirchhammelwarden (Mai 2012)
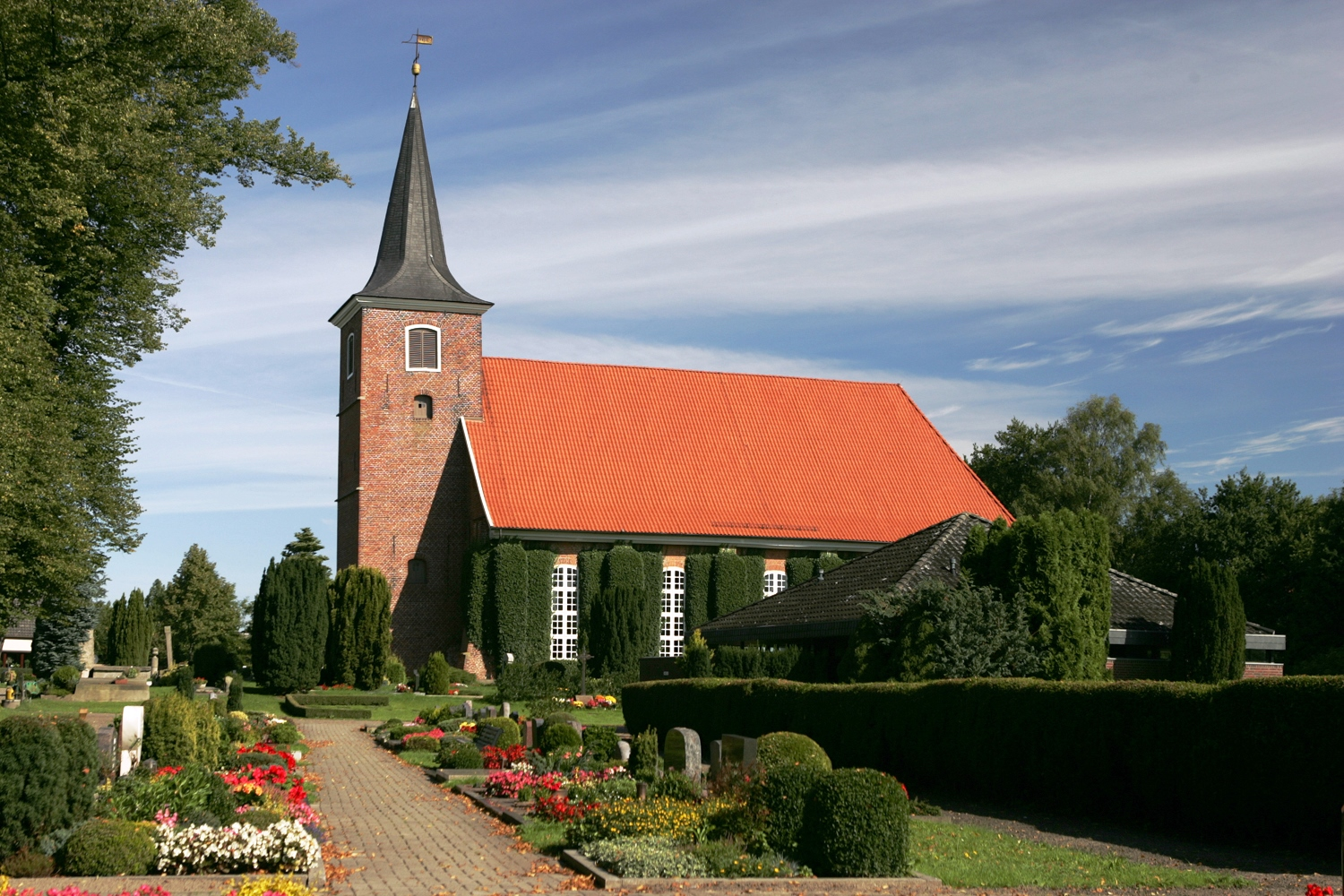
Friedrichskirche in Kirchhammelwarden
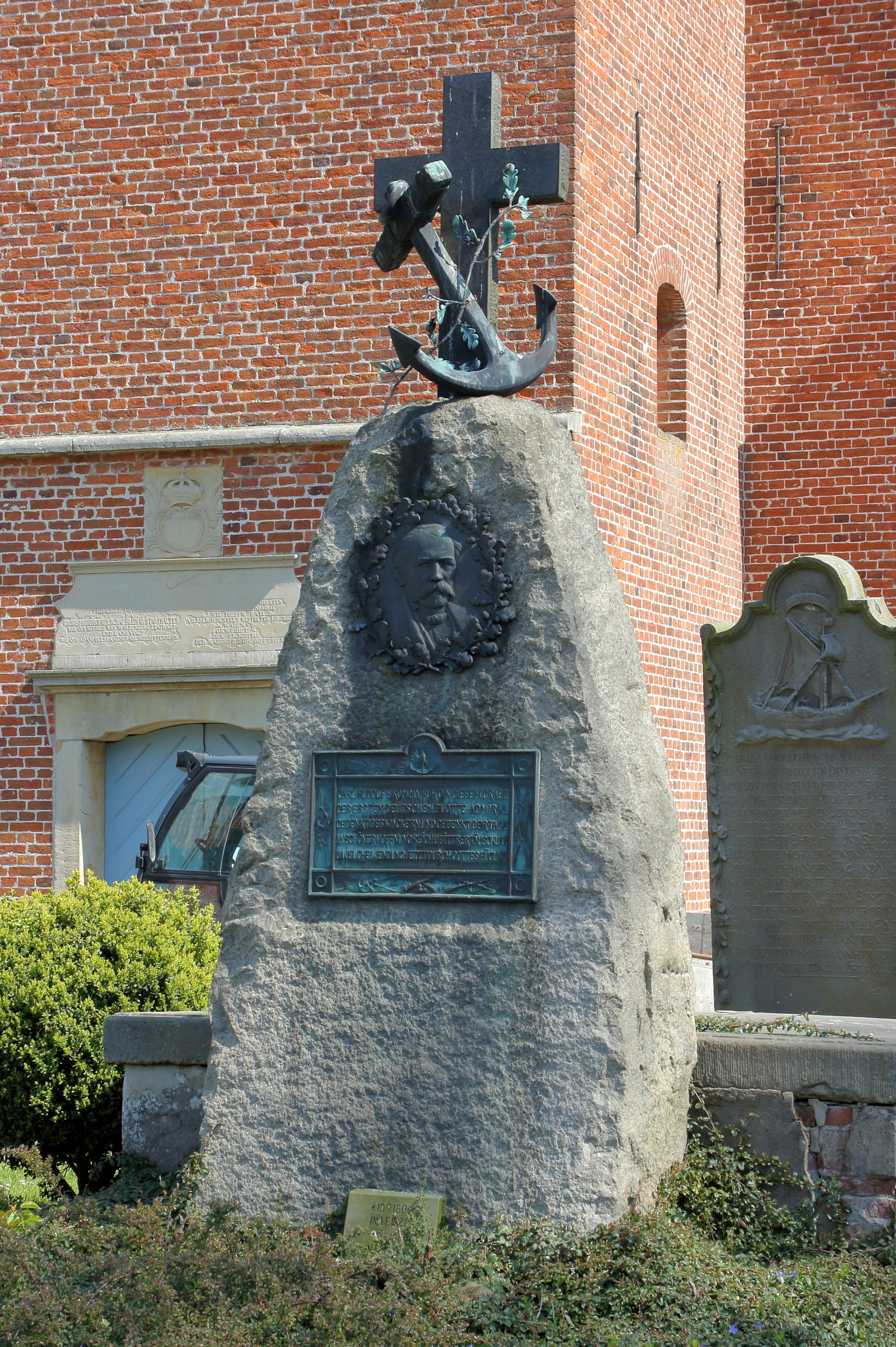
Grabdenkmal für Admiral Brommy
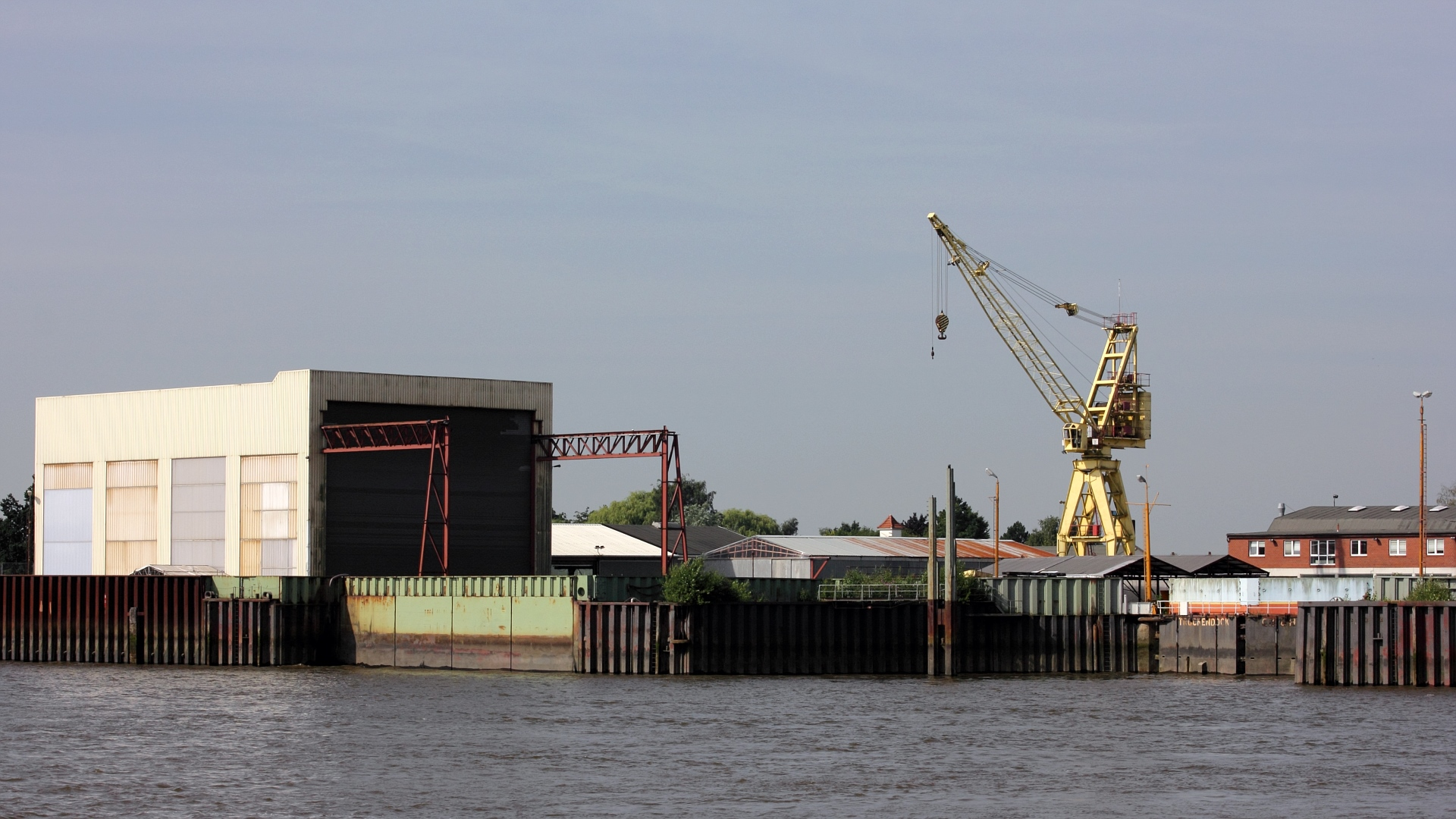
Ehemaliges Werftgelände in Kirchhammelwarden

## Verkehr
Seit Dezember 2014 wird der Haltepunkt Kirchhammelwarden der Strecke Bremen–Nordenham von der Linie RS 4 bedient.

## Kultur und Bildung
An der Stedinger Landstraße 18 befindet sich seit 1911 eine Grundschule.
| Linie | Verlauf | Takt   |
| ----- | --- | ------ |
| RS 4  | Bremen Hbf – Bremen-Neustadt – Heidkrug – Delmenhorst – Hoykenkamp – Schierbrok – Bookholzberg – Hude – Berne – Elsfleth – Kirchhammelwarden – Brake (Unterweser) – Rodenkirchen (Oldb) – Kleinensiel – Nordenham Stand: Fahrplanwechsel Dezember 2023 | 60 min |